# Cement portlandzki

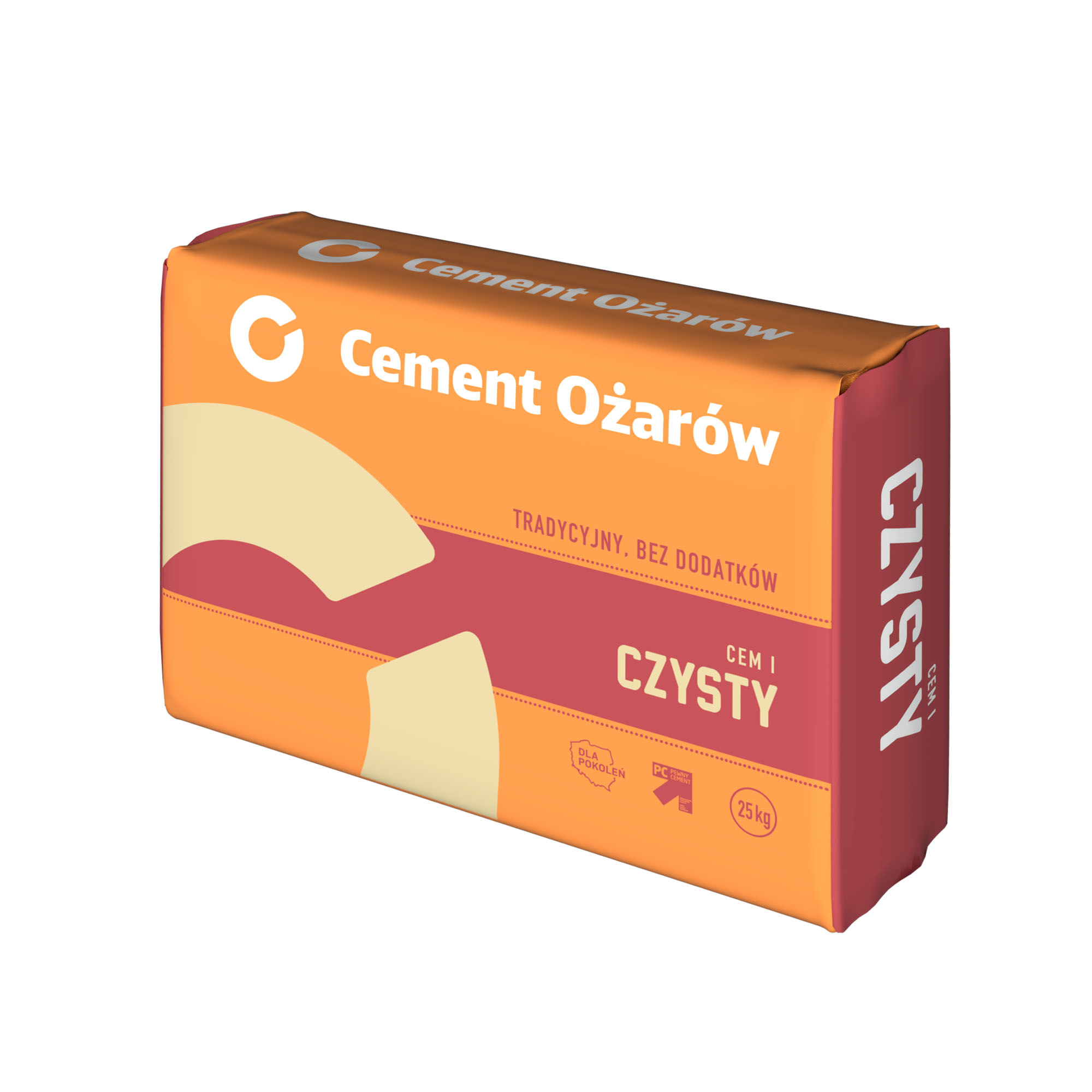
Cement portlandzki CEM I 42,5 N w worku

Cement portlandzki – rodzaj cementu. Jest to szary, sypki materiał, otrzymywany ze zmielenia klinkieru cementowego z gipsem w ilości do 5%. 
Wynalezienie cementu portlandzkiego przypisywane jest Anglikowi Josephowi Aspdinowi, który w 1824 uzyskał patent na jego wyrób. Nazwa pochodzi od koloru otrzymanego cementu, który przypominał wynalazcy kolor wapienia portlandzkiego – wówczas jednego z najlepszych i najdroższych materiałów budowlanych w Wielkiej Brytanii.
Klinkier cementowy otrzymuje się przez wypalenie w temperaturze 1450 °C mieszaniny zmielonych surowców zawierających wapień i glinokrzemiany. Podstawowe składniki klinkieru to:
- alit,  krzemian trójwapniowy (50–65% masy klinkieru) – 3CaO·SiO2
- belit, krzemian dwuwapniowy (ok. 20% masy klinkieru) – 2CaO·SiO2
- brownmilleryt, związek tlenku wapnia, tlenku glinu i tlenku żelaza(III) (ok. 10% masy klinkieru) – 4CaO·Al2O3·Fe2O3
- glinian trójwapniowy (ok. 10% masy klinkieru) – 3CaO·Al2O3
- inne związki glinu, wapnia, magnezu

Do wypalonego klinkieru dodaje się gips lub mieszaninę gipsu i anhydrytu jako regulatora czasu wiązania oraz do 5% innych składników (wapień, żużel, pył pucolanowy), a następnie całość miele się w młynie do cementu.
W procesie wiązania powstają związki, które – ulegając krystalizacji – tworzą zwartą, twardą masę. Sam proces wiązania to reakcje chemiczne, z których dwie najważniejsze to:
6 CaO·SiO2 + 9 H2O → 6 CaO·SiO2·9 H2O
3 CaO·Al2O3 + 12 H2O → 3 CaO·Al2O3·12 H2O
Produkowane cementy różnią się między sobą wytrzymałością mechaniczną oraz tempem jej przyrastania. Na tej podstawie wyróżnia się trzy klasy wytrzymałościowe cementu portlandzkiego:
- 32,5 (wytrzymałość próbek po 28 dniach: 32,5–52,5 MPa)[1]
- 42,5 (wytrzymałość próbek po 28 dniach: 42,5–62,5 MPa)[1]
- 52,5 (wytrzymałość próbek po 28 dniach: >52,5 MPa)

Liczba określająca klasę cementu informuje o minimalnej wytrzymałości normowej zaprawy na ściskanie, wyrażonej w MPa po 28 dniach twardnienia. Ze względu na tempo przyrastania wytrzymałości cementy dzieli się następująco:
- z normalną wytrzymałością wczesną – oznaczenie N
- z wysoką wytrzymałością wczesną   – oznaczenie R

Do grupy cementów portlandzkich należy także cement portlandzki biały, nie zawierający domieszek związków żelaza, oraz cement murarski i cement portlandzki szybkotwardniejący.